# Porcellionides cilicius
Porcellionides cilicius is een pissebed uit de familie Porcellionidae. De wetenschappelijke naam van de soort is voor het eerst geldig gepubliceerd in 1918 door Karl Wilhelm Verhoeff.